# Cecilienhaus
La Cecilienhaus fue un edificio de bienestar para mujeres de la Asociación de Mujeres Patrióticas de Charlottenburg (Vaterländischer Frauenverein Charlottenburg), como sede de la hermandad, de las oficinas de bienestar municipal y de organizaciones benéficas privadas. Fue sede de las instituciones benéficas en Charlottenburg con una clínica ginecológica y sala de maternidad, guardería, cocina popular, una oficina central de la Cruz Roja Alemana y un sanatorio con cincuenta camas. 
Fue construida entre 1907 y 1909 en Berlín, por Walter Spickendorff y Rudolf Wolters,y bautizada con el nombre de la princesa Cecilia de Grecia y Dinamarca.  

## Historia

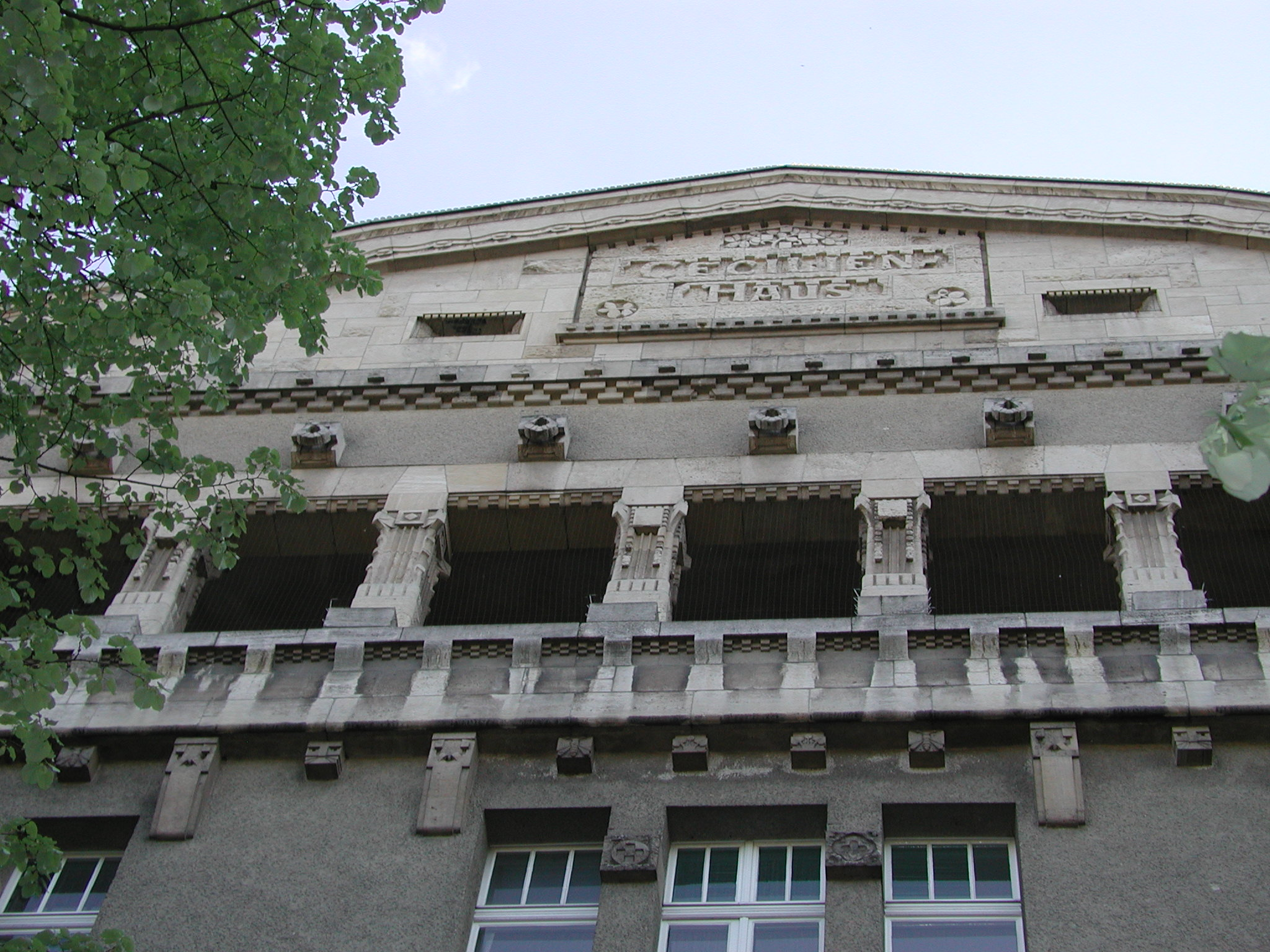
Detalle fachada actual del edificio

El edificio erigido para la Asociación de Mujeres Patrióticas en Charlottenburg, fue fundado en 1879, e inaugurado el 2 de mayo de 1909 como la sede de la hermandad de la asociación. Incluyó los servicios de bienestar municipales, organizaciones benéficas privadas, oficina de la Cruz Roja, una guardería, un sanatorio con 50 camas, una cocina popular con dos comedores y departamentos de servicio. 
Albert Gottheimer construyó una ampliación en Wallstrasse (hoy Zillestrasse) entre 1932 y 1933, que albergaba una clínica ginecológica y una maternidad. Al final de la Segunda Guerra Mundial, gran parte del complejo de edificios fue destruido. Solo se conservaron los edificios hasta el segundo patio. Su frontón triangular y la entrada todavía llevan las inscripciones en piedra Cecilienhaus y Vaterländischer Frauenverein Charlottenburg. En 1958, se construyó un nuevo edificio para la Allgemeine Ortskrankenkasse en el lugar de la antigua clínica de mujeres y maternidad. 

## Arquitectura

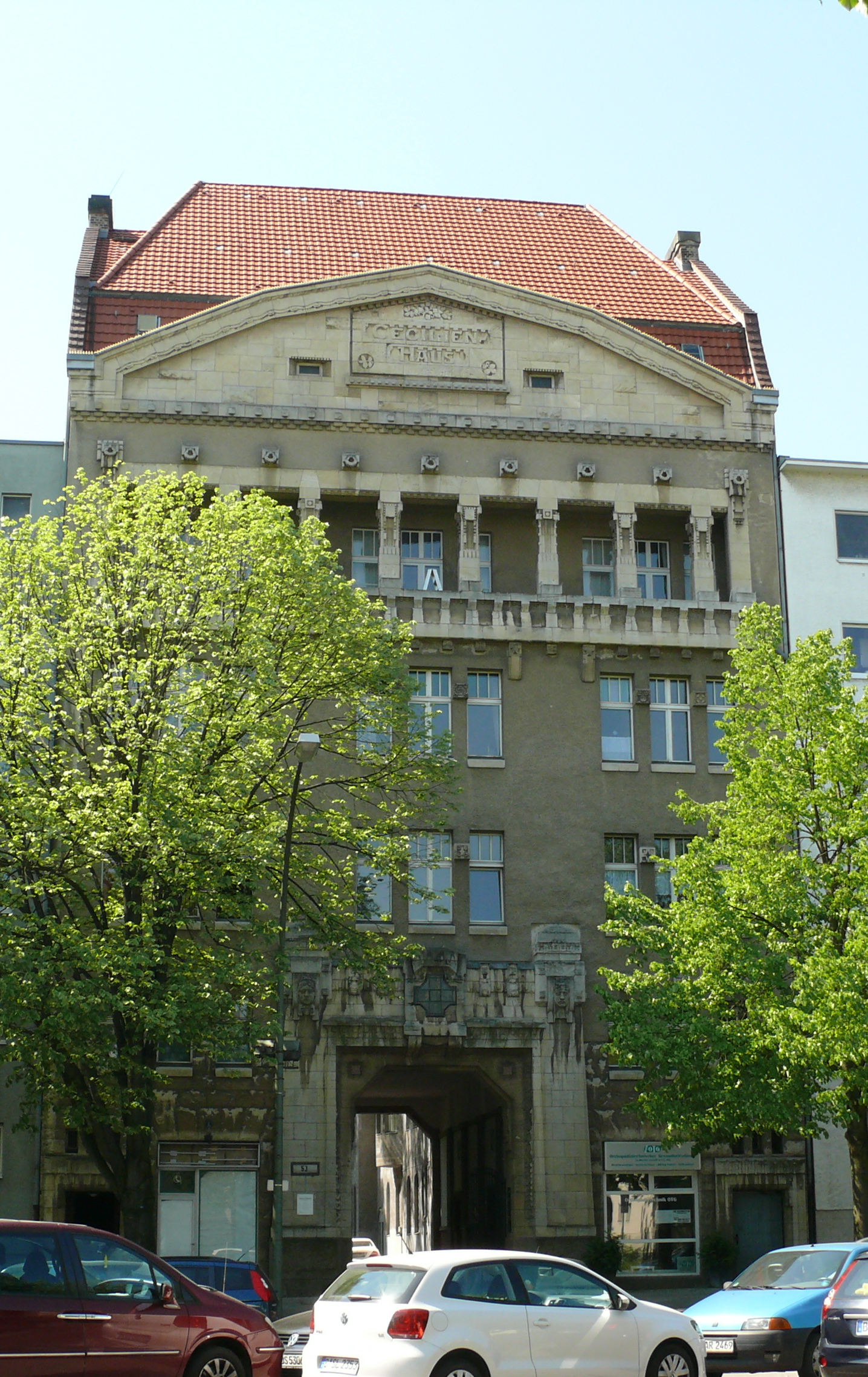
Fachada actual del edificio

La fachada fue diseñada en estricto estilo Art Nouveau en piedra caliza y una sala de pilares en el piso superior.
Las esculturas fueron realizadas por Joseph Breitkopf-Cosel, Fritz Heinemann  y Hans Latt.
Desde el edificio principal, de tan solo 18 m de ancho, en el frente de la calle, el conjunto se extendía hasta una profundidad de 162 m, agrupados en torno a cuatro patios. 
En la entrada se realizó un grabado con la inscripción Asociación de Mujeres de la Patria Charlottenburg. Junto al camino de entrada a la derecha y a la izquierda, se presume que originalmente había una farmacia y el albergue del portero. Debido a la destrucción de la guerra, se perdieron gran parte del profundo complejo que llegaba hasta la calle Krumme Strasse.

## Actualidad
En la actualidad se conservan la fachada y el primer patio. El complejo se utiliza como edificio comercial, apartamentos, oficinas de abogados, asesores fiscales, consultores de gestión, arquitectos y administradores de propiedades, estudios y otros. Es edificio protegido.